# Richard Manitoba
Richard "Handsome Dick" Manitoba (Richard Blum, 29 de enero de 1954) es un cantante y presentador radial estadounidense, popular por su trabajo con la banda neoyorquina The Dictators. En el 2005 se unió a la banda MC5 como vocalista, reemplazando al cantante original Rob Tyner, fallecido en 1991. La banda se separó después de la muerte del bajista Michael Davis en el 2012.

## Discografía

### The Dictators
- Go Girl Crazy! (1975)
- Manifest Destiny (1977)
- Bloodbrothers (1978)